# Abri van Rijckholt

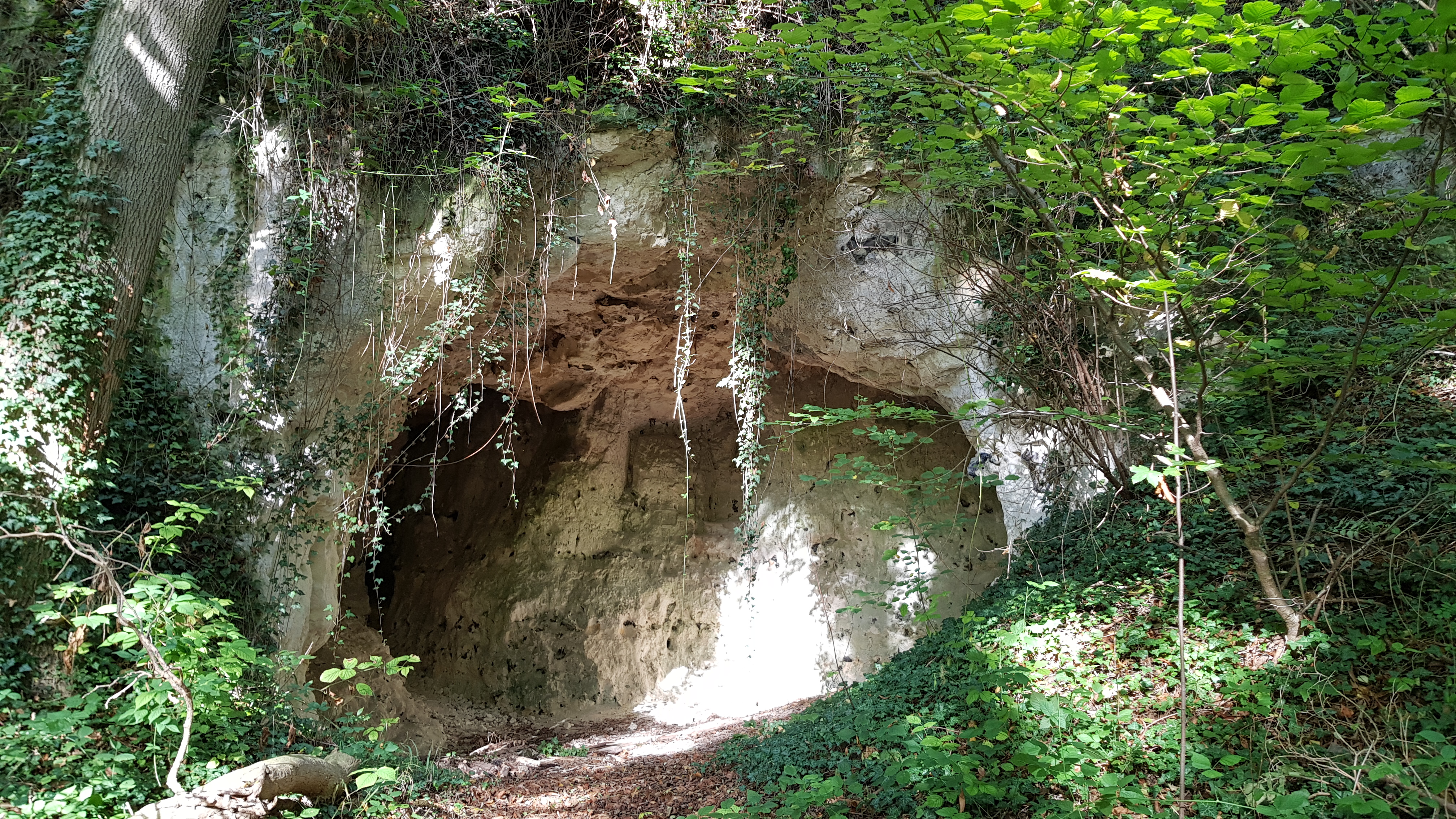
De Abri van Rijckholt

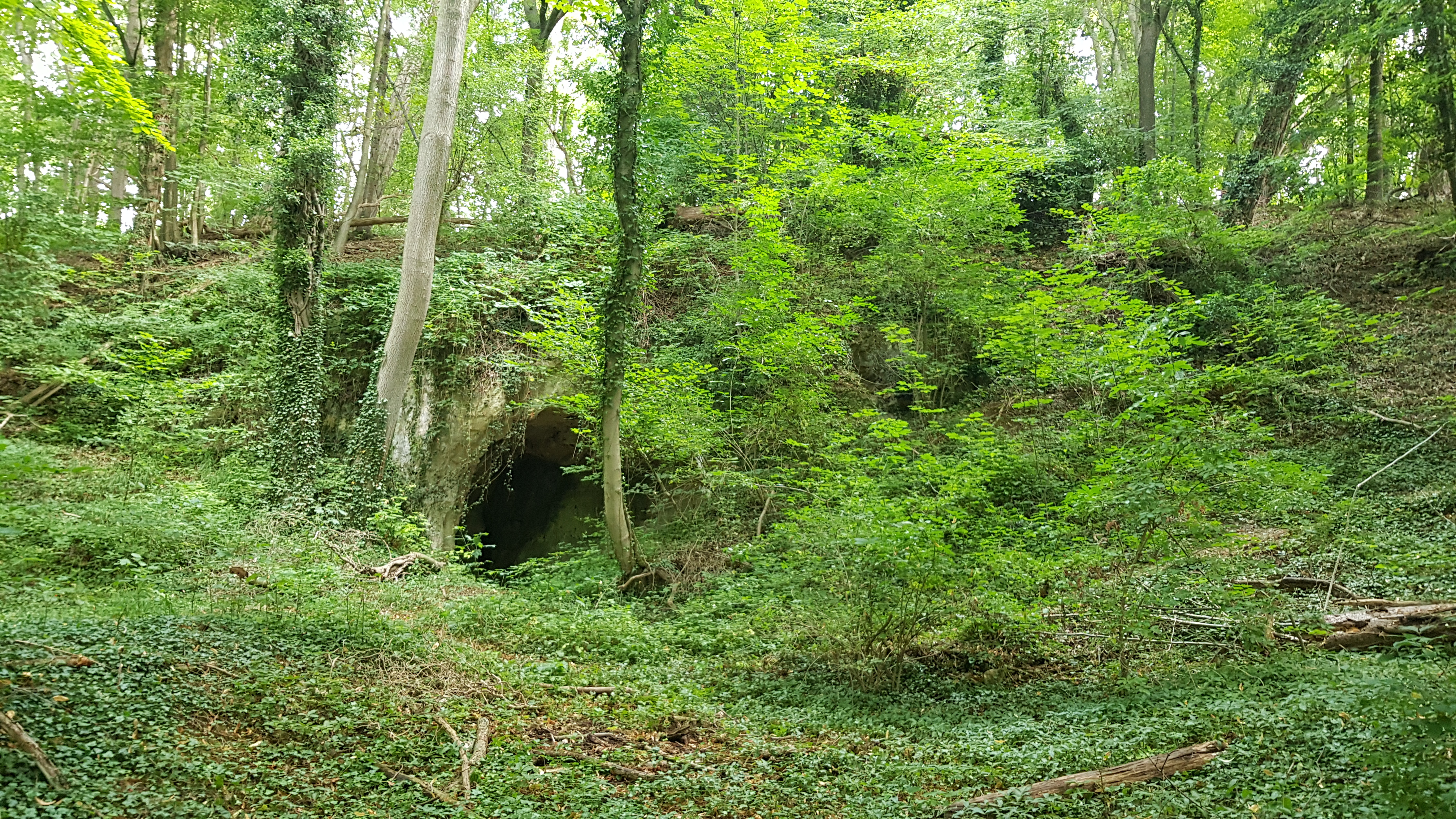
de abri in het groen

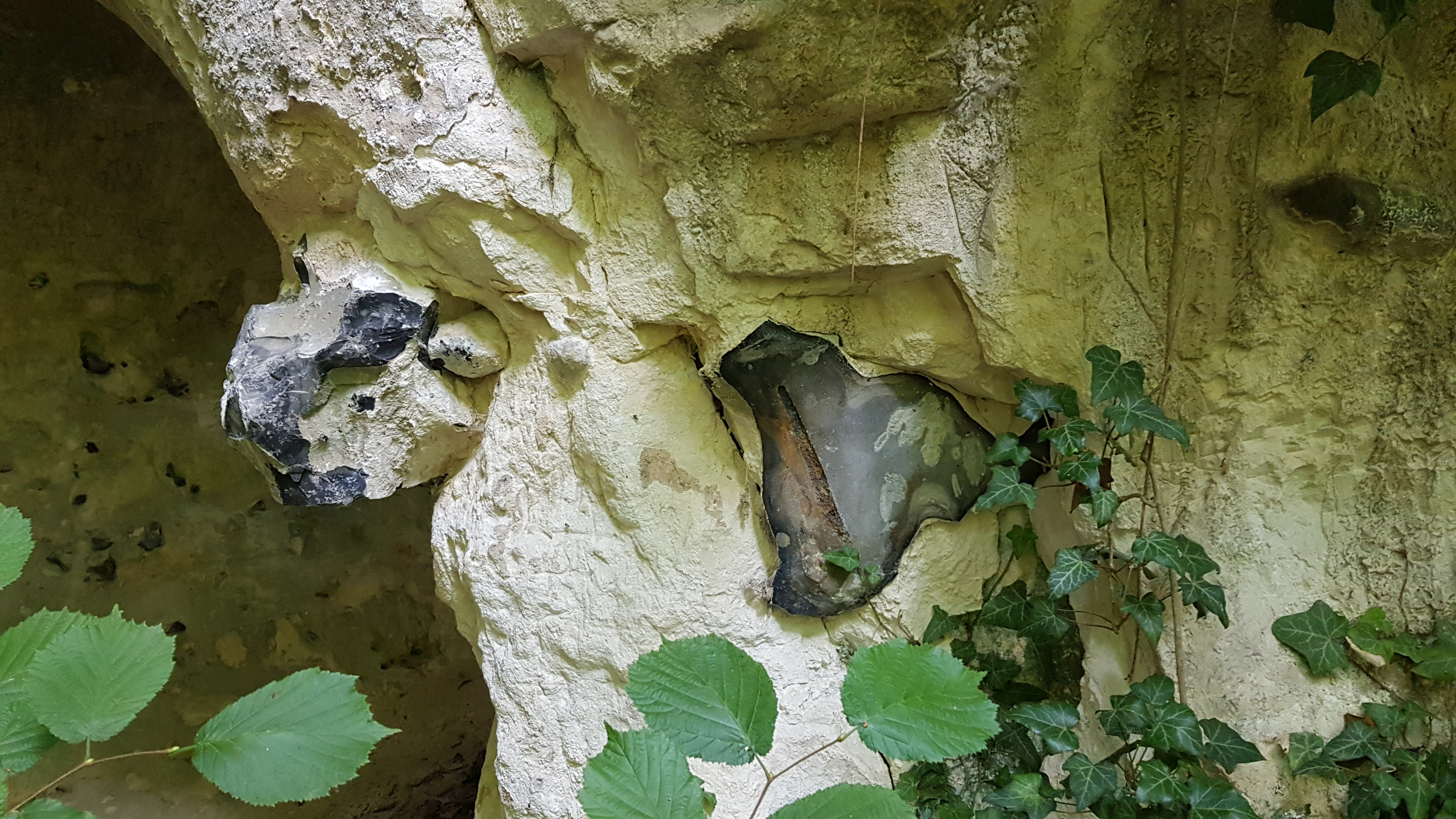
vuursteenknollen in de wand

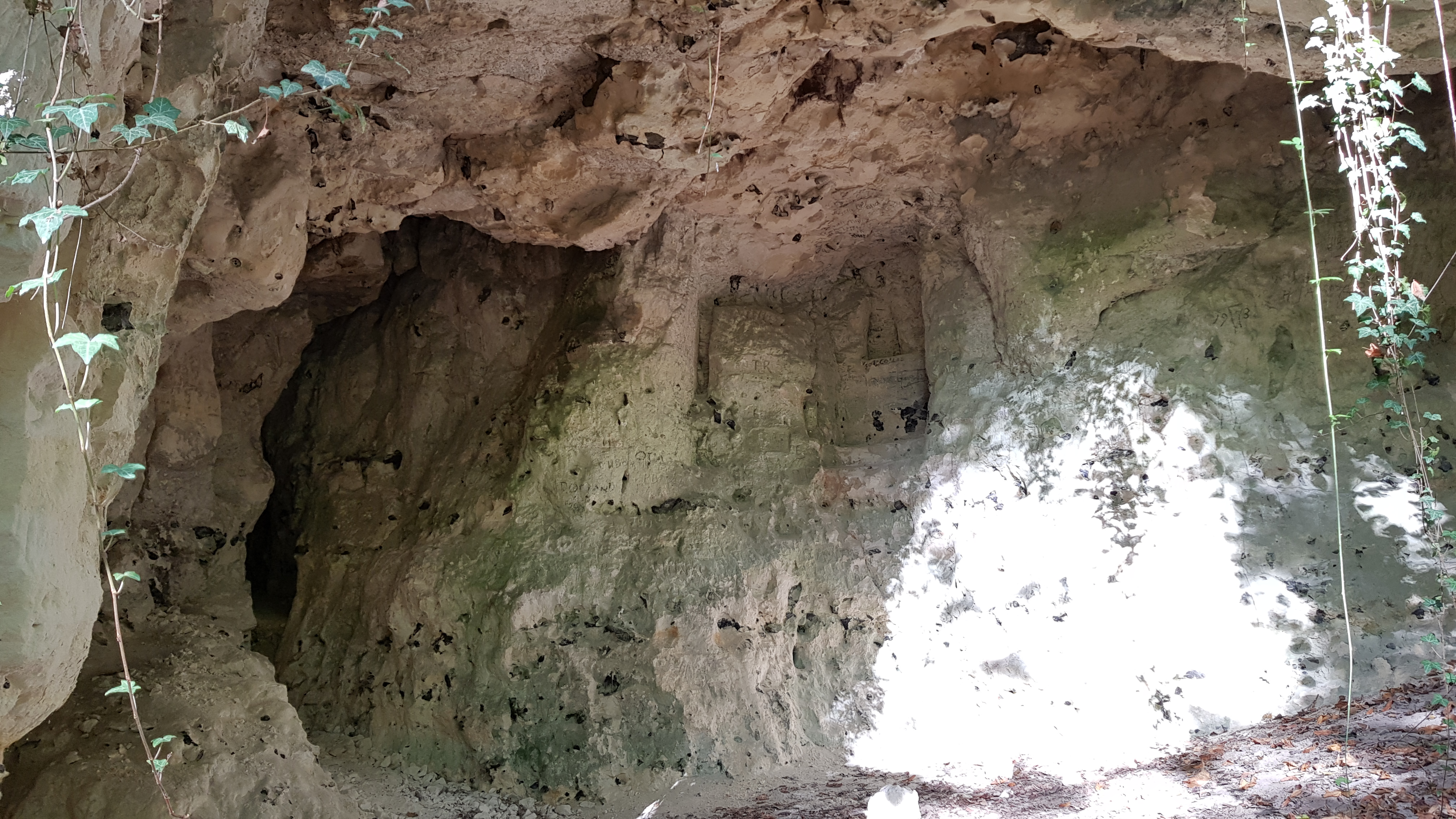
de abri van binnen

De Abri van Rijckholt of Abri Schone Grub is een abri in het Savelsbos ten oosten van Rijckholt in de Nederlandse gemeente Eijsden-Margraten. Op een twintigtal meter noordelijker ligt de hoger gelegen Henkeput, op een veertigtal meter naar het zuiden ligt het droogdal de Schone Grub en op ongeveer 300 meter naar het zuiden ligt het complex van de vuursteenmijnen van Rijckholt. Op ongeveer 200 meter naar het oosten bevinden zich de vuursteenmijntjes van de Schone Grub.

## Geschiedenis
In het verleden is de Limburgse kalksteengroeve gebruikt voor de winning van kalksteen om hiermee het land te bemesten. Het kalksteen was als bouwmateriaal niet geschikt door de vele vuursteenknollen.
In 1923 werd de Abri van Rijckholt samen met de Henkeput onderzocht door dr. van Giffen en dr. v.d. Sleen. Daarbij werden vergelijkbare krabsporen gevonden als die in de vuursteenmijnen van Rijckholt. Ook werd er een rookproef gedaan waaruit bleek dat de abri en de Henkeput met elkaar verbonden zijn.

## Groeve
De abri is een ondiepe open kalksteengroeve. De vloer van de abri bleek met hoogtemetingen op 72 meter boven NAP te liggen en op dezelfde hoogte te liggen als de bodem van de Henkeput. Dit is 17 meter hoger dan de bodem van de Schone Grub en 12 meter lager dan het grondniveau boven de Henkeput.
De abri is uitgehouwen in het Kalksteen van Lanaye, onderdeel van de Formatie van Gulpen. Boven het dak van de abri bevindt zich een laag kalksteen van de Formatie van Maastricht met daar weer bovenop losse Pleistocene afzettingen uit de Formatie van Beegden (laagpakket van St. Geertruid).